# Farandola

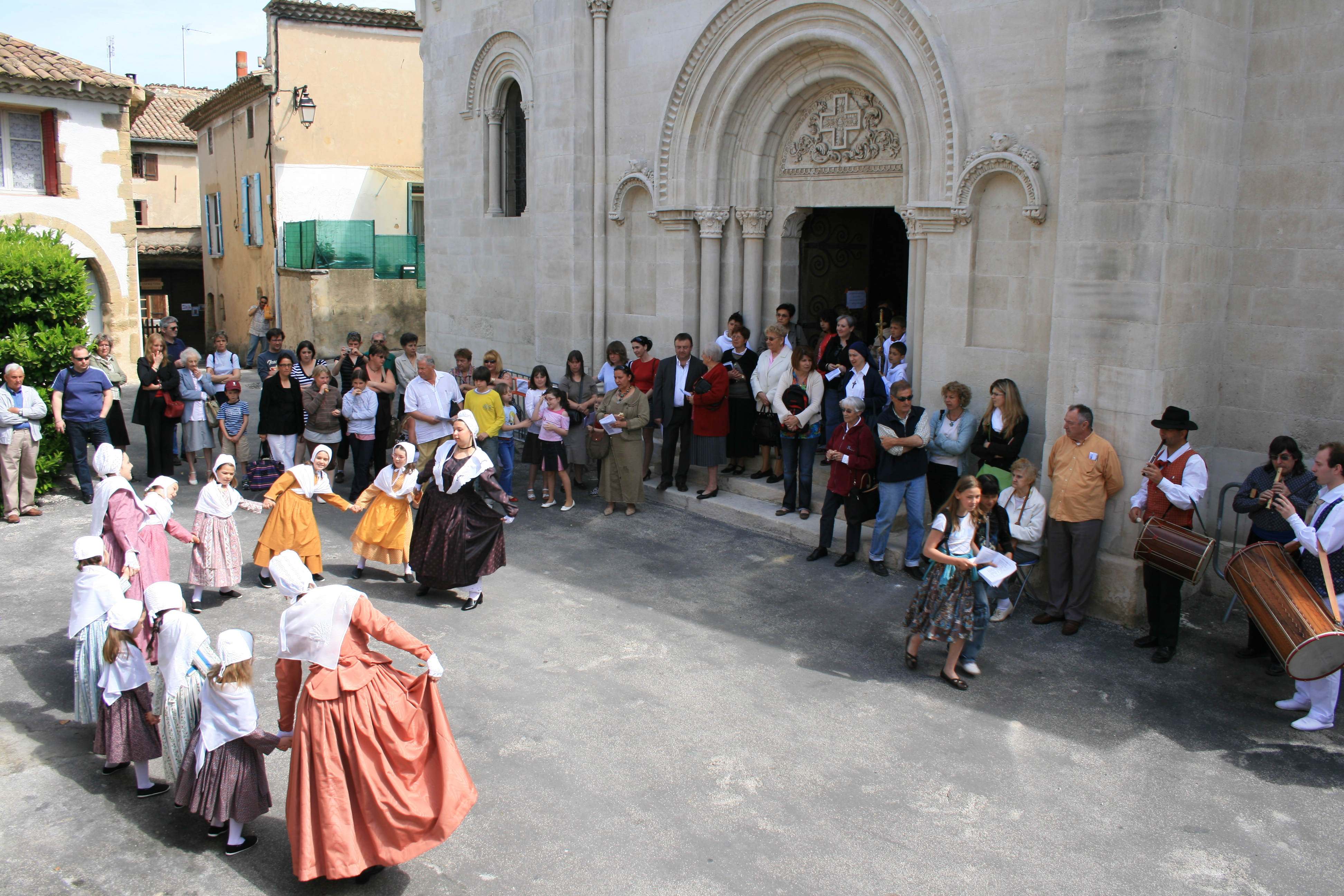
Farandola a Saint-Geniès-de-Comolas

La farandola (in francese farandole, in occitano farandola) è una danza popolare francese, tipica della Provenza. Presenta somiglianze con la gavotta, la giga e la tarantella. Dalla farandola deriva la Carmagnola della Rivoluzione francese.
Musicalmente questa danza è in 6/8, con un tempo variabile tra il moderato e il presto, suonata da un flauto e un tamburo.
L'etimologia rimane incerta.

## Storia

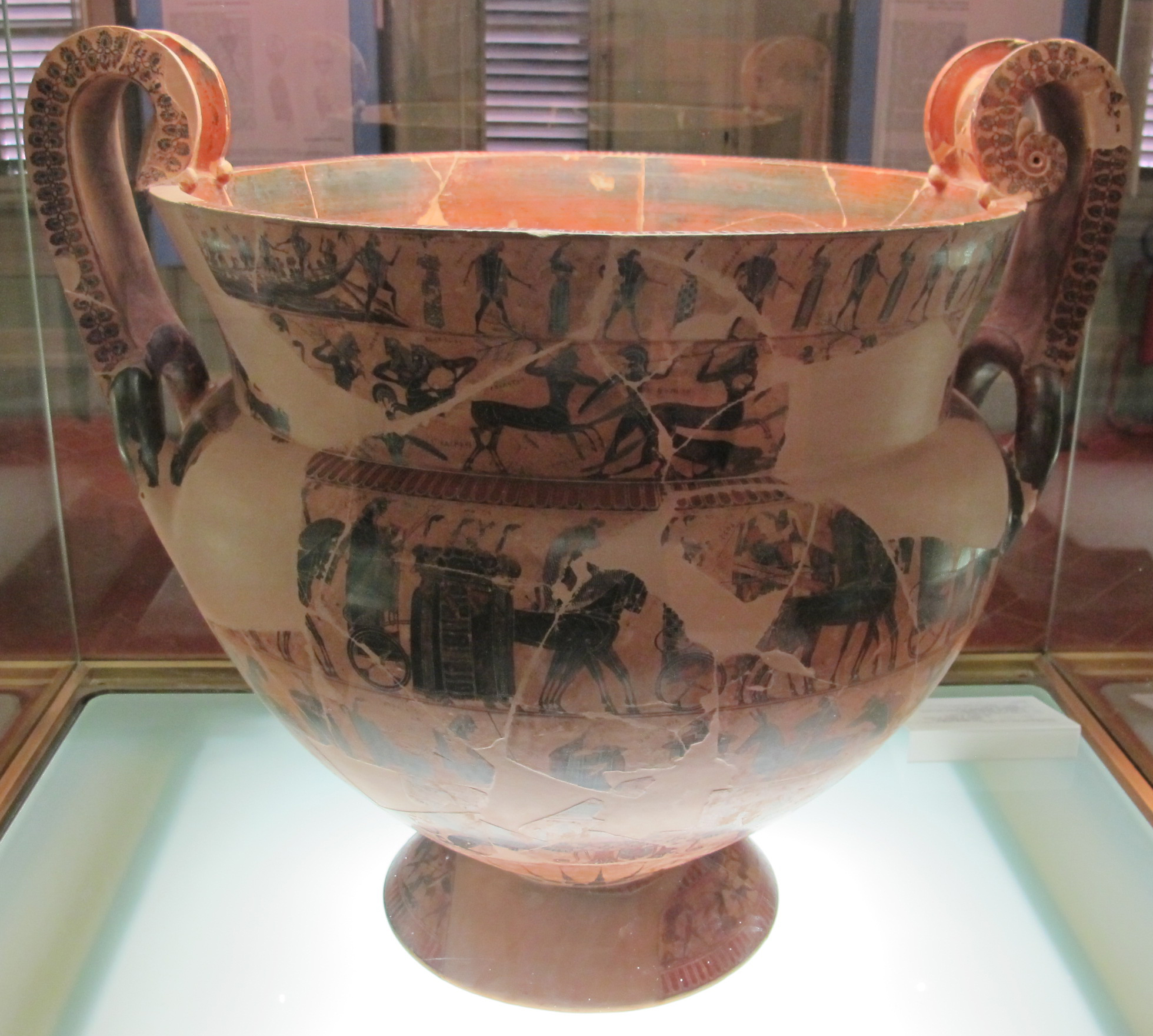
Danza delle gru sul vaso François del Museo archeologico nazionale di Firenze.

La farandola è considerata la più antica delle danze, nonché la più caratteristica e rappresentativa della Provenza. Il suo nome è attestato solo a partire dal XVIII secolo, tuttavia, è stata rappresentata fin dalla preistoria da incisioni rupestri, poi durante l'Antichità su ceramiche o affreschi. Oggi in Provenza, si balla sulle melodie suonate dai tamburini che la accompagnano con i loro galoubets (strumenti simili a piccoli flauti) e i loro tamburelli. La sua popolarità l'ha fatta entrare nel presepe di Natale (crèche) della Provenza ed è uno degli elementi più caratteristici della tradizione provenzale.
La danza è molto probabilmente di origine greca, e sembra essere una discendente diretta della "danza delle gru", la cui invenzione fu attribuita a Teseo, che la istituì per celebrare la sua fuga dal Labirinto. Questa danza è accennata alla fine dell'inno a Delo di Callimaco: è ancora ballata in Grecia e nelle isole egee, e potrebbe essere stata introdotta nel sud della Francia da Marsiglia. 
I folcloristi dell'inizio del XX secolo interpretarono la maggior parte delle danze popolari come molto antiche e postularono anche per la farandola un'ascendenza riconducibile all'antica Grecia, rimasta più o meno invariata "durante i suoi 2000 o 3000 anni di vita". 
Alcune ricerche di epoca moderna, enciclopedie antiche, e alcuni libri di storia della musica affermano che la farandola è una danza medievale, ma non forniscono mai una citazione effettiva di quell'epoca che menzioni la farandola. Mentre esistono descrizioni ed iconografie medievali e rinascimentali di persone che ballano in catena (cioè tenendosi per mano) e in cerchio, non c'è alcuna connessione tra queste prime danze e la recente farandola popolare: Arbeau, la fonte più nota per danze a catena e in cerchio rinascimentali come la branle, non contiene alcuna danza con passi e figure specifici della farandola. Il termine farandole o farandola non si trova nei dizionari del francese antico o dell'occitano antico, e la prima apparizione nella forma francese farandoule (come derivata dall'occitano) è del 1776. La sua prima apparizione in inglese è del 1876. Di conseguenza, il ricercatore di danza medievale Robert Mullally conclude che non ci sono prove che la moderna farandola popolare assomigli a qualche tipo di danza medievale. 

La farandola fu descritta per la prima volta in dettaglio dalla folklorista inglese Violet Alford nel 1932. La seguente descrizione è della contea di Nizza: 
"Tradizionalmente guidati dall'abbat-mage che tiene in mano un'alabarda con nastri, i ballerini si tengono per mano e saltano a ogni battuta; battute forti su un piede, alternando sinistra e destra, con l'altro piede in aria, e battute deboli con entrambi i piedi uniti. Nel villaggio di Belvédère, in occasione della festa in onore del patrono San Biagio, la coppia che si è sposata più di recente guida la danza."
Musicalmente, la danza è in 6/8, con un ritmo fortemente accentuato, tempo da moderato a veloce, e suonato da un flauto e un tamburo. Un'altra descrizione di questa danza proviene dal Grove Dictionary of Music and Musicians, 
"La Farandola è composta da una lunga fila di giovani uomini e donne, a volte fino a un centinaio di persone, che si tengono per mano, o per nastri o fazzoletti. Il leader è sempre uno scapolo, ed è preceduto da uno o più musicisti che suonano il galoubet, cioè un piccolo flûte-à-bec di legno, e il tamburello. Con la mano sinistra il leader tiene la mano del suo compagno, con la destra agita una bandiera, un fazzoletto o un nastro, che serve come segnale per i suoi seguaci. Mentre la Farandola procede per le strade della città, la fila di ballerini viene costantemente reclutata da nuove aggiunte. Il leader (per citare il poeta Mistral) "la fa andare e venire, girare avanti e indietro... a volte la forma in un anello, a volte la avvolge a spirale, poi si stacca dai suoi seguaci e danza davanti, poi si unisce di nuovo e la fa passare rapidamente sotto le braccia sollevate dell'ultima coppia.'"
La farandola viene solitamente ballata in tutte le grandi feste delle città della Provenza, come la festa del Corpus Domini o i Corsos do la Tarasqua, fondati dal re René il 14 aprile 1474 e che si svolgono a Tarascona ogni anno il 29 luglio. In quest'ultimo caso la farandola è preceduta dall'enorme effigie di un mostro leggendario, il Tarasca, portato da diversi uomini e assistito dai cavalieri de la Tarasque, vestiti in modo gaio. 
La farandola è stata occasionalmente utilizzata per scopi meno innocenti di quello di una semplice danza: nel 1815 il generale Jean-Pierre Ramel fu assassinato a Tolosa dalla popolazione infuriata, che si servì della loro danza nazionale per circondarlo e massacrarlo. 

## Varianti

### Farandola della Morte

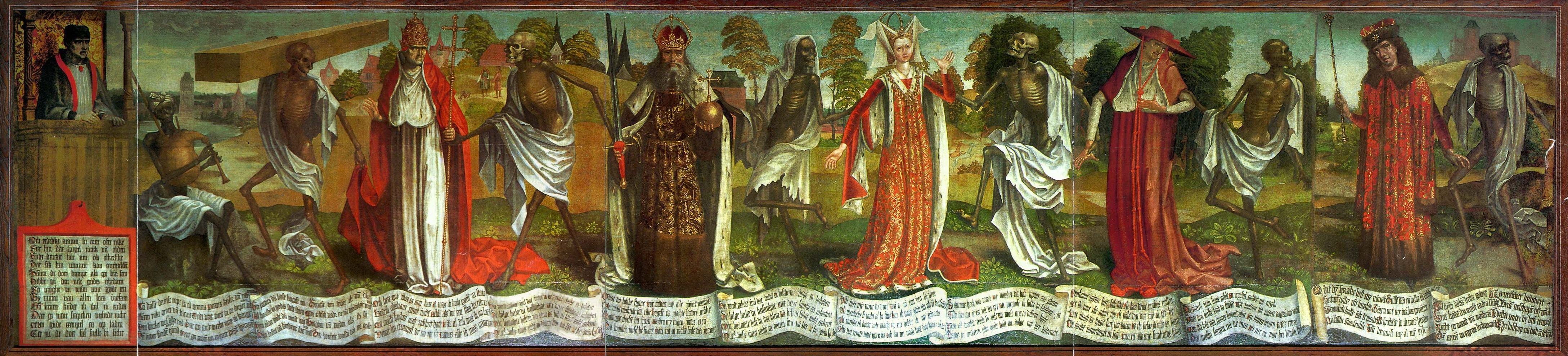
Danza macabra di Tallinn.

Dopo la peste nera, apparvero numerosi riti di esorcismo che miravano a domare il compagno, se non a respingerlo. In questi rituali, la musica e la danza giocavano i ruoli principali.
In questa farandola, scheletri e persone viventi si alternano, disposti in un ordine gerarchico discendente: il papa, l'imperatore, il cardinale, il re, il patriarca, il connestabile, l'arcivescovo, il cavaliere, il vescovo, lo scudiero, l'abate, il balivo, l'astrologo, il borghese, il certosino, il sergente, il medico, la moglie, l'usuraio e il povero. Il numero dei personaggi e la composizione della danza dipendono dal luogo della creazione. La morte, il più delle volte rappresentata con uno strumento musicale, trascina tutti nella danza, senza guardare al rango, alla ricchezza, al sesso o all'età.

### Farandola moderna
L'accompagnamento musicale attuale è sempre eseguito da uno o più batteristi. I ballerini si prendono per mano per formare una catena aperta e vagante e scandiscono ogni battuta con dei salti. Il leader guida la catena disegnando una forma di serpente. Il suo ruolo è quello di articolare la farandola, danza dei riti agrari, nei suoi due temi principali: quello della spirale (noto anche come lumaca o labirinto) e quello del passaggio sotto la volta (noto come serpente).
Sempre in Provenza, altre danze legate alla farandola si praticavano su passi più liberi: il brandi, la morisca ("moresca"), la passa-carriera ("passante di strada", cfr. la spagnola passacalle e la passacaille). Ciò diede origine ad alcune danze medievali a passi ripetuti, come la carole del XIII e XIV secolo, la branle del XV e XVI secolo.

### Farandola della Provenza
I santons che ballano la farandola sono uno dei classici del presepe provenzale. I ballerini formano una lunga fila che si muove a zigzag. I giri e le svolte di questa danza nel presepe devono rappresentare un labirinto. I ballerini sono vestiti con abiti tradizionali di Arles, provenzali o della regione storica di Contado Venassino, con le diverse sfumature di abbigliamento fornite dal santonnier locale.
I ballerini e il batterista indossano un costume quasi identico, composto da pantaloni bianchi stretti da una taiole, una tipica cintura provenzale formata da una striscia di tessuto di lana rossa, e da una camicia bianca legata al colletto da un cordone.
Il batterista indossa anche un cappello di feltro a tesa larga. Soprannominato "Guillaume", per tradizione, è lui che guida la farandola con il suo tamburello e il suo galoubet. Questa scena è uno dei soggetti principali del presepe provenzale.

## Nella musica classica
Charles Gounod utilizzò una farandola, ambientata di fronte all'arena di Arles, per aprire il secondo atto della sua opera Mireille (1864). Georges Bizet incluse una farandola nelle musiche di scena per L'Arlésienne (1872). Nel balletto La bella addormentata di Čajkovskij (1890), le dame propongono una farandola nella quarta scena del secondo atto. C'è una farandola nell'opera Les Barbares (1901) di Camille Saint-Saëns, e una farandola è presente nel pezzo per sassofono classico Tableaux de Provence (1958) di Paule Maurice. 

## Nella cultura popolare
In alcuni film, romanzi e canzoni è stata citata la farandola.

## Galleria d'immagini

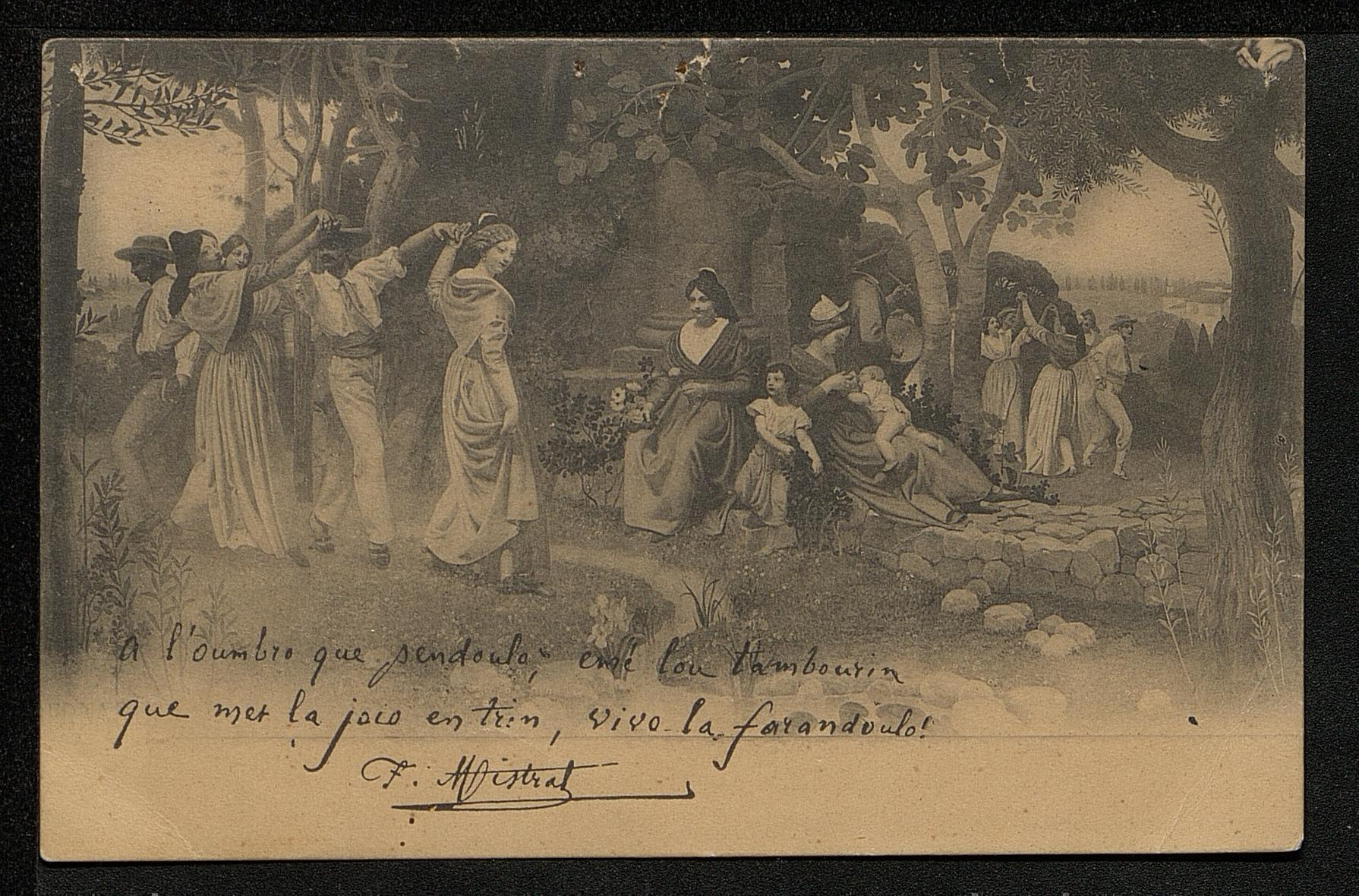
Cartolina della farandola di Valère Bernard firmata da Frédéric Mistral.
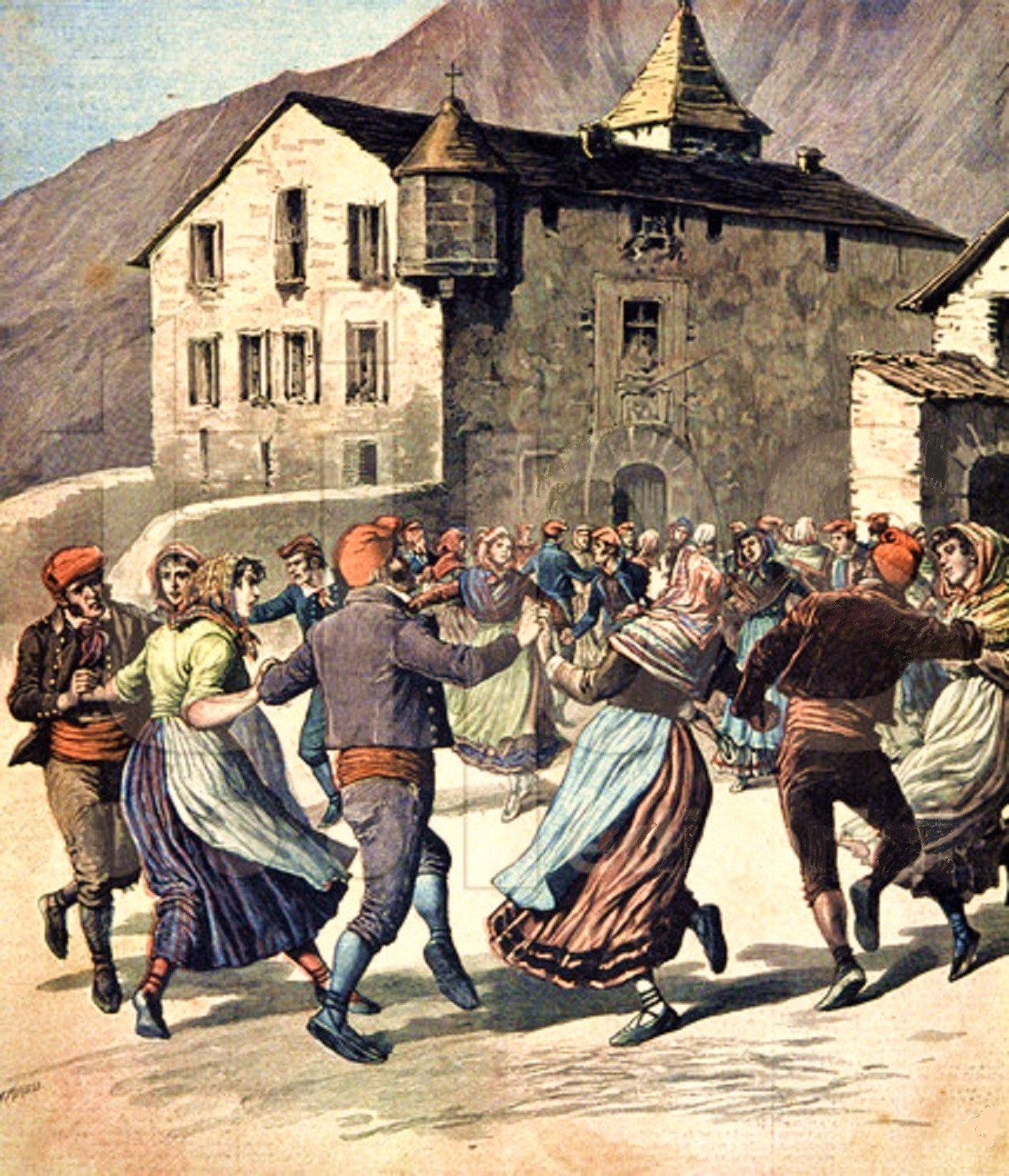
Farandola catalana ad Andorra.
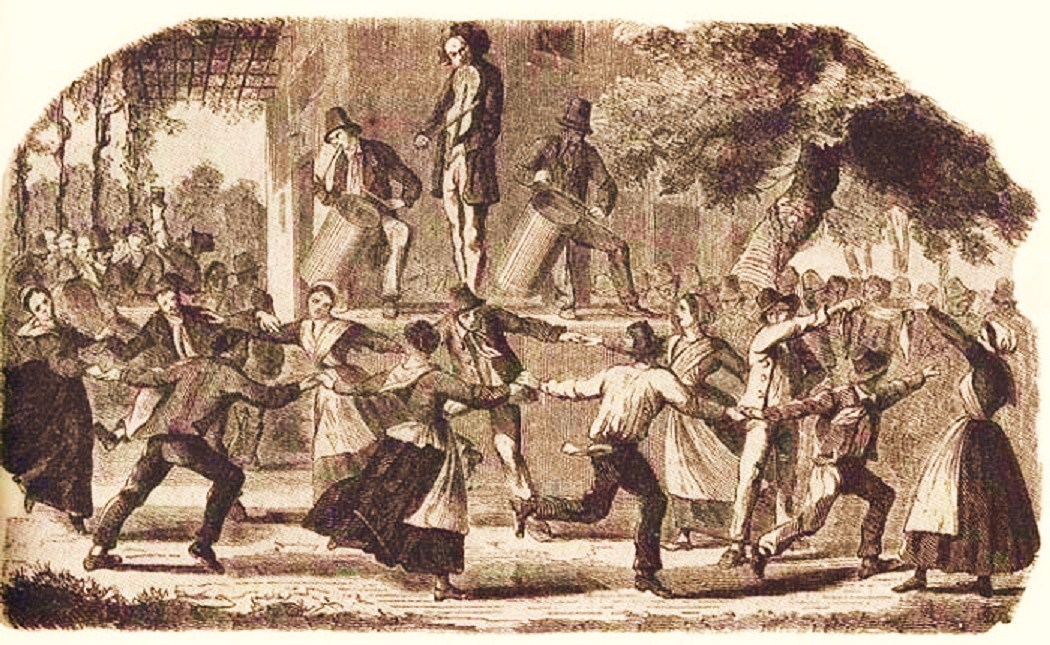
Farandola della fine dell'Ottocento accompagnata da un violino e due tamburini.
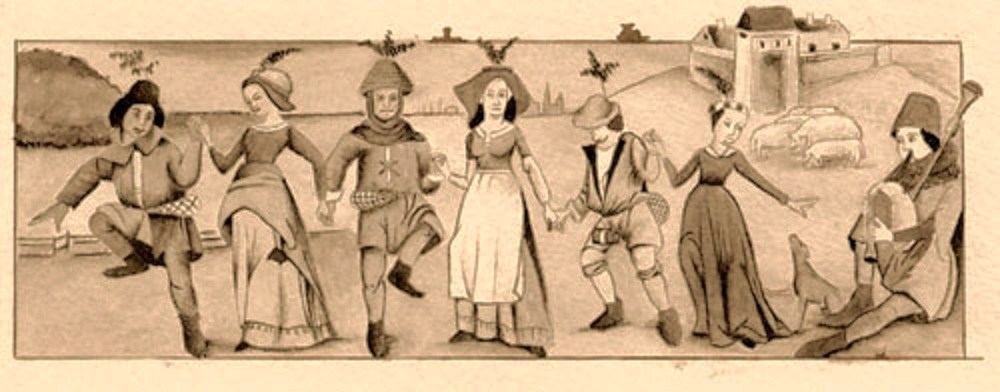
Farandola accompagnata da cornamuse.
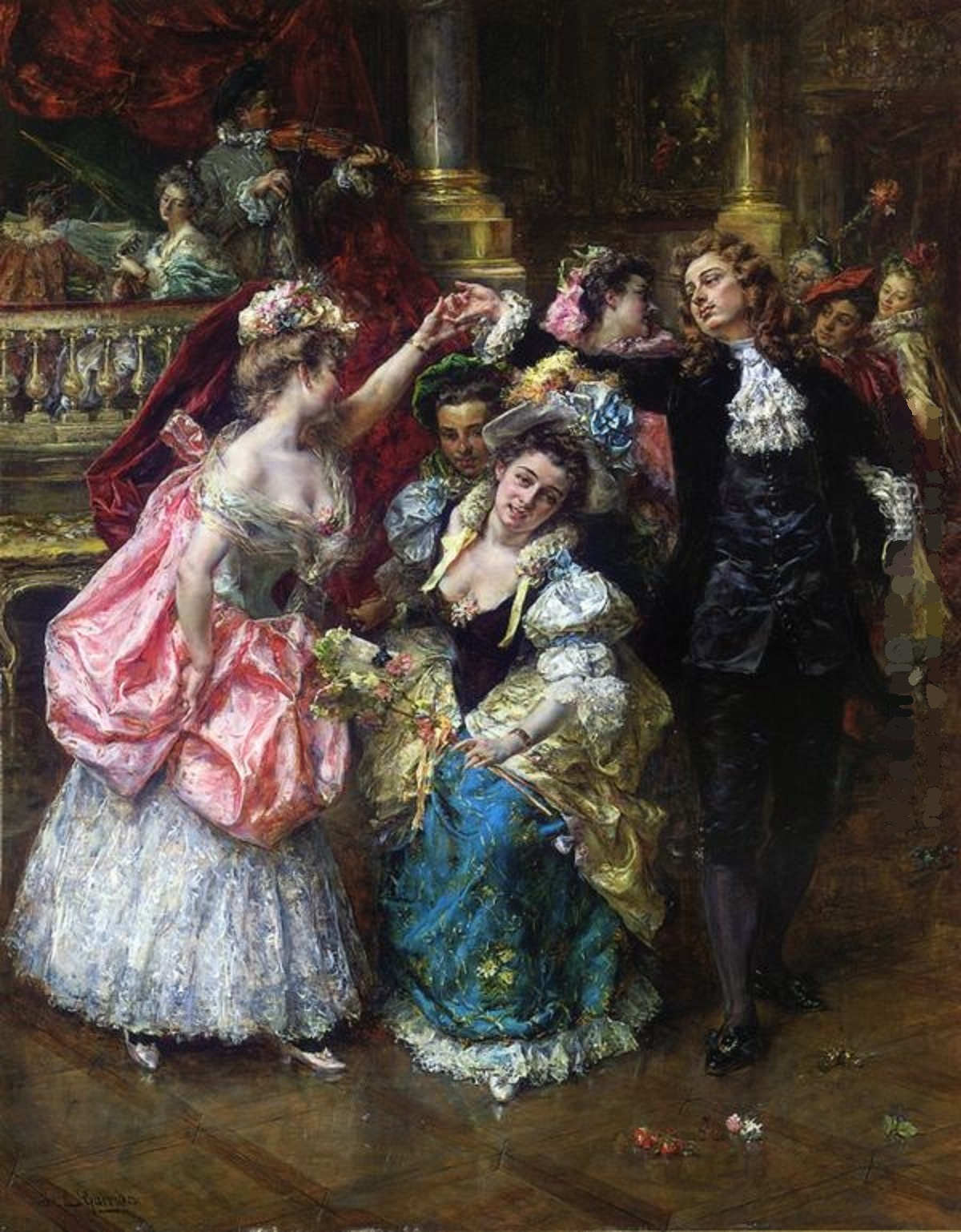
Farandola del Balletto dell'Opera di Marsiglia di Eduardo Leon Garrido.
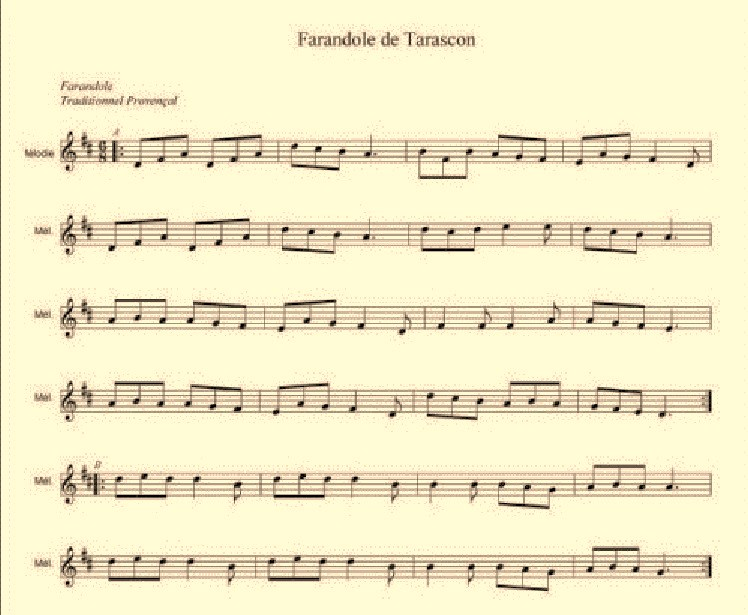
Farandola di Tarascona a ritmo veloce.
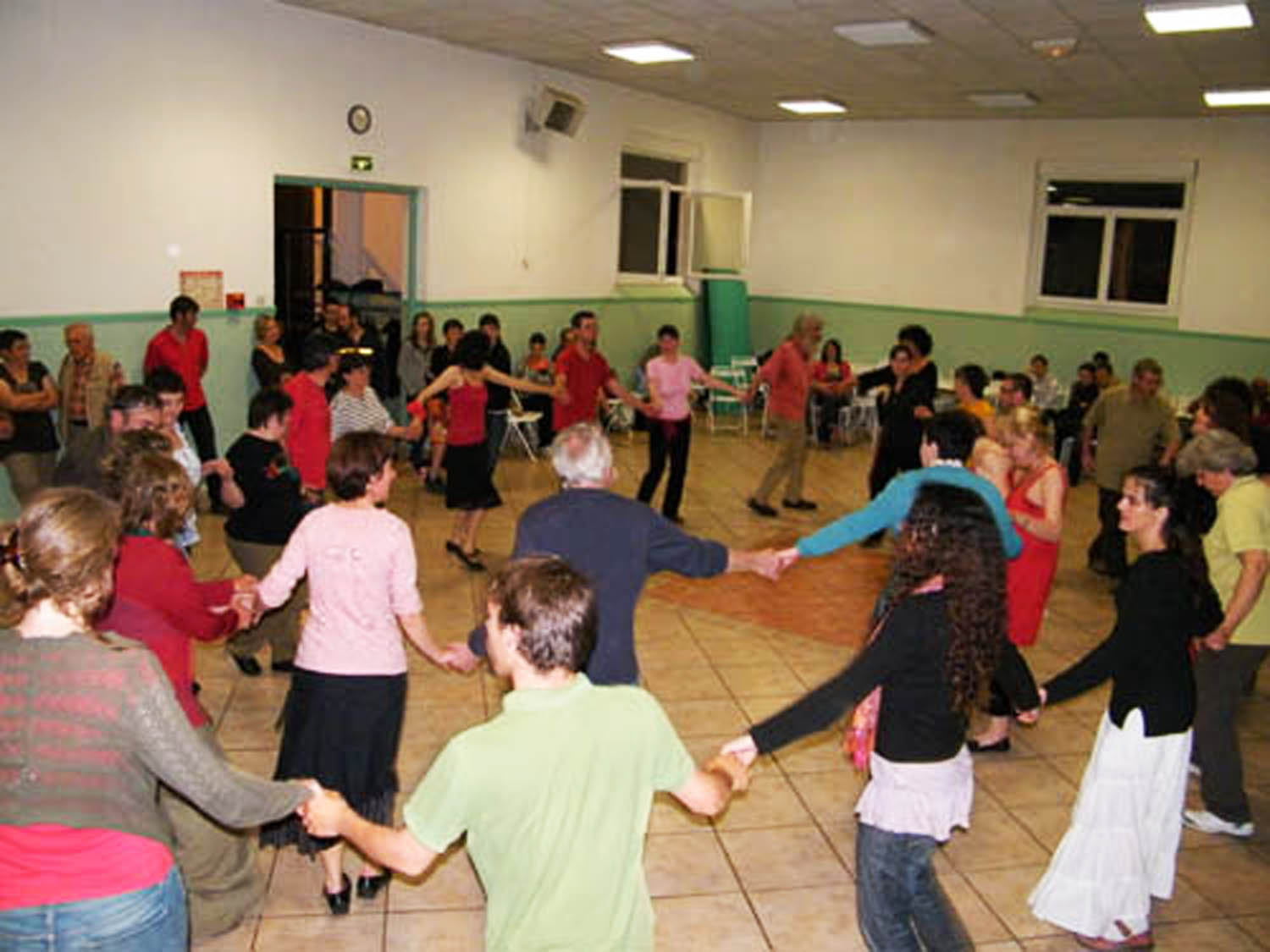
Farandola nell'Aude.
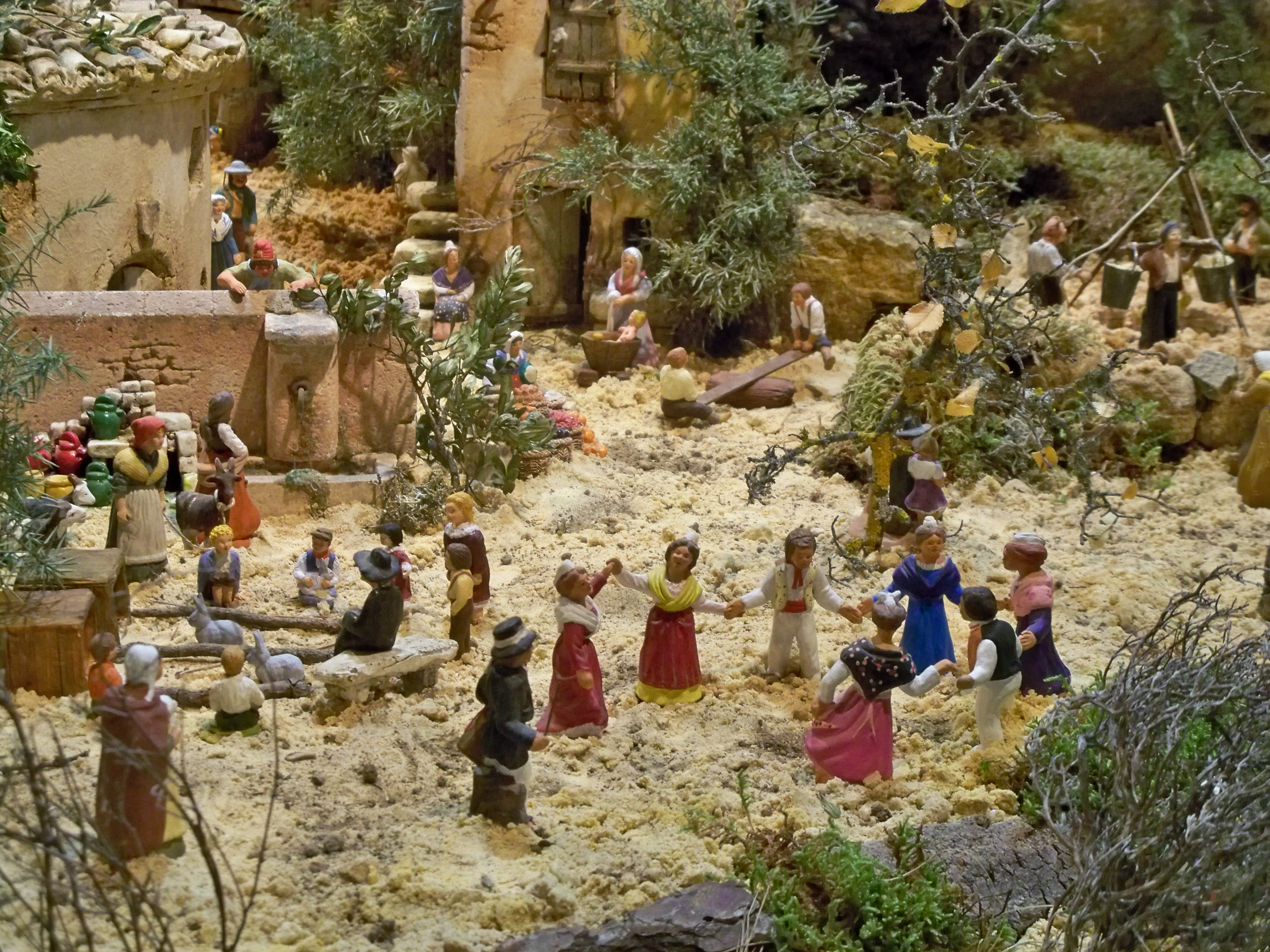
Farandola dal presepe di Carpentras.